# ثيودور إم. برانتلي
ثيودور إم. برانتلي (بالإنجليزية: Theodore M. Brantley)‏ هو قاضي ومحامي أمريكي، ولد في 12 فبراير 1851 في تينيسي في الولايات المتحدة، وتوفي في 16 سبتمبر 1922 في هيلينا في الولايات المتحدة.